# 범어천 (대구)
범어천은 대한민국 대구광역시 수성구 지산동에서 출발하여 신천에 합류하는 대구광역시의 지방하천이다. 하천은 총 3개, 신천의 제1지류, 금호강의 제2지류, 낙동강의 제3지류로 분류된다. 범어천의 이름은 마을 형상이 물고기 한 마리가 떠 있는 모습과 유사하여 ‘범어동’ 이라고 불리게 된 데서 유래하였다.
한때는 각종 쓰레기와 오물로 가득 차 악취가 가득한 하천이였다. 그러나 생태하천 조성 사업을 통해 환경이 개선되었고, 현재는 자연과 사람이 공존하는 생태하천으로써 활용되고 있다.

## 역사
범어천은 크게 두 단계의 복원 사업을 거쳐 현재의 모습이 되었다.
첫 번째는 2011년, 두산오거리에서 어린이회관 구간(1.6㎞)에 수중식물을 심고, 하루 3만3000t의 물을 흘려보내는 사업이다. 환경부의 ‘청계천+20’ 사업에 선정되어 220억 원의 사업 기금이 투입되었고, 이 사업을 통해 콘크리트 덮개가 모두 걷어져 수질환경이 개선되었고, 수변식물 군락과 희귀 생물이 관찰될 수 있을 정도로 깨끗하게 정비되었다.
단순히 하천 수량을 늘리고, 수중식물을 심는 것만으로도 범어천 수질이 5등급에서 2등급으로 개선되자, 이번엔 수성구에서 자체적으로 130억원의 예산을 들여 신천시장~동신교 구간 하천 폭을 20m에서 8ｍ 이상 키우는 2단계 생태하천 조성사업을 실시하였다.
2011년 시작된 2단계 사업은 2015년 말에 완료되었으며, 범어천을 도심 속의 생태하천으로 재탄생시켰다..
현재 범어천은 대구도시철도 3호선 모노레일과 나란히 흐르고 있으며, 생태하천 복원 사업으로 인한 산책로와 야간 조명이 설치되어 시민들의 여가문화 공간으로 활용되고 있다.

## 시설
범어천은 현재 수생식물이 자생하고 청둥오리가 날아드는 등 어엿한 생태 하천의 모습을 유지하고 있다. 특히 범어천에서 성장기를 보낸 정호승 시인의 문학적 감성을 담은 스토리보드와 고무신 조형물 등의 문화 콘텐츠가 산책로와 어우러져 주민들에게 문화적 낭만을 선사하고 있다. 또한, 수성못에서 유지용수를 받아 수변식물 군락이 형성되되었으며, 백로와 같은 희귀 생물도 관찰되고 있다.
지질 특성으로는 신생대 제4기 신기하성층이 있으며, 대표 암상은 사력점토와 이토이다. 범어천의 하천 길이는 12㎞, 유역 면적은 21.99㎢에 달한다.

## 교통
범어천에는 대구 시내버스 518번, 724번, 809번, 909번, 급행3번, 410번, 그리고 동구1-1번 노선을 통해 도착할 수 있다.